# Năm việc của Đại Thiên
Năm việc của Đại Thiên (chữ Hán: 大天五事, Đại Thiên ngũ sự) là danh xưng theo truyền thống để chỉ năm yếu tố (sa. पञ्चवस्तु, pañcavastu) về tính chất của A-la-hán, được tài liệu "Phát trí luận" (sa. Jñānaprasthāna) của Nhất thiết hữu bộ ghi chép đầu tiên , và "Đại Tỳ-bà-sa luận" gán cho là những quan điểm của Tì-kheo Đại Thiên (大天; sa. महादेव, Mahādeva) từ đó gây ra sự phân liệt trong tăng-già nguyên thủy. "Đại tỳ-ba-sa luận" cũng cho rằng chính những người ủng hộ Năm việc đã thành lập nên Đại chúng bộ, và "Dị bộ tông luân luận" cho rằng sự phân liệt đầu tiên này xảy ra khoảng một trăm năm sau khi Đức Phật nhập niết-bàn. 

## Năm việc
Kātyāyanīputra, tác giả "Phát trí luận", được cho là người đầu tiên đã ghi nhận lại năm điều. "Đại tỳ-ba-sa luận" đã gọi "Năm điều" là những "tà kiến do các nhà sư giả hiệu gây ra", đồng thời đưa ra cách giải thích cũng như bác bỏ luận điển của 5 điều.
"Dị bộ tông luân luận" tóm tắt 5 điều này trong bài kệ sau (ghi theo bản dịch Hán văn của Huyền Trang):
餘所誘無知，
Dư sở dụ vô tri, 
猶豫他令入，
Do dự tha linh nhập, 
道因聲故起，
Đạo nhân thinh cố khởi, 
是名真佛教.
Thị danh chơn Phật giáo.
| Kệ tụng                                       | Giải thích |
| --------------------------------------------- | --- |
| Dư sở dụ (parūpahāra)                         | Mặc dù A-la-hán không có phiền não và sự bất tịnh do phiền não gây ra, nhưng vì ma quỷ cám dỗ Phạm thiên nên vẫn có thể có những thứ bất tịnh như tiểu tiện, tiện lợi, nước bọt, v.v... làm vấy bẩn y phục của vị ấy, giống như nước rỉ.                                                                                        |
| Vô tri (aññāṇa)                               | Có hai loại vô tri: ô nhiễm và vô nhiễm, một vị A-la-hán đã đạt được trí tuệ và tri kiến không thấm nhiễm, và dù vô tri ô nhiễm đã được cắt bỏ, vẫn có thể có vô tri vô nhiễm. |
| Do dự (kaṅkhā)                                | Có hai loại nghi ngờ: nghi ngờ "giống như đang ngủ" (随眠性, tùy miên tính) và nghi ngờ "là người hay là cây cối" (是人是杌, thị nhân thị ngột). Ai thấy được sự thật thì nhận ra không có rò rỉ, cắt đứt phiền não nghi ngờ. Tuy nhiên vẫn có thể còn nghi ngờ về những thứ thế gian, chẳng hạn như nghi ngờ cây cối là người. |
| Tha linh nhập (paravitāraṇa)                  | Người có căn cơ mạnh mẽ cũng phải nương vào nghiệp của người khác mới nhập Đạo, người có căn cơ trí tuệ mạnh mẽ như Xá-lợi-phất và Mục-kiền-liên cũng phải nhờ vào sự giác ngộ của tôn giả A-thuyết-thị mới có thể quy y Phật pháp.                                                                                             |
| Đạo nhân thinh cố khởi (dukkhāhāro maggaṅgaṃ) | Những người tu tập đã nhiều kiếp, sắp thành chính quả vẫn nhập Đạo, chứng quả ẩn dật ngay sau khi nghe Phật dạy như “khổ và tánh không”. |

"Phát trí luận" phản bác rằng "do sở dụ" (parūpahāra) và "đạo nhân thinh cố khởi" (dukkhāhāro maggaṅgaṃ) đều là thuộc giới cấm thủ kiến; còn "vô tri" (aññāṇa), "do dự" (kaṅkhā) và "tha linh nhập" (paravitāraṇa) là những tà kiến. Những kiến giải này đều phỉ báng thành tựu của các vị A-la-hán.

## Sự phân liệt đầu tiên
Những yếu tố trong Năm việc được cho là đã gây nên những mâu thuẫn khen chê và tranh chấp học thuật giữa nhóm tăng sĩ ở Magadha. Trong đó, số tăng sĩ ủng hộ Năm việc chiếm đa số, do đó, các tăng sĩ thiểu số đã di chuyển đến Kashmira để hành đạo, khởi đầu cho việc phân chia thành các bộ phái Trưởng lão bộ và Đại chúng bộ. "Dị bộ tông luân luận" (bản dịch của Huyền Trang) ghi lại rằng sự chia rẽ này xảy ra vào thời đại của Ashoka.
Khoảng hơn 200 năm sau khi Đức Phật diệt độ, Vương quốc Kasmira đã ủng hộ nhóm tăng sĩ Trưởng lão bộ ở Himalaya, vốn có thiên hướng về Năm việc, hình thành nhóm tăng sĩ Tuyết Sơn bộ. Nhóm tăng sĩ Trưởng lão bộ còn lại thiên về quan điểm của Phát trí luận, hình thành nhóm Nhất thiết hữu bộ. Các nhóm bộ phái vẫn tiếp tục được hình thành sau đó. Tài liệu "Dị bộ tông luân luận" ghi lại rằng trong các bộ phái, các nhóm ủng hộ Năm việc bao gồm: Đại chúng bộ, Đa văn bộ, Chế Đa Sơn bộ, Tây Sơn trú bộ, Bắc Sơn trú bộ và Tuyết Sơn bộ. 

## Đại Thiên là ai?
Theo thuyền thống Thượng tọa bộ, người đề ra Năm việc là Tì-kheo Đại Thiên (Mahādeva), một trong những trưởng lão cao cấp của Tăng đoàn khi đó. Bản dịch "Đại tỳ-ba-sa luận" của Huyền Trang cho biết rằng vào thời điểm này, tại chùa Kỳ Viên ở thành Pāṭaliputra của Magadha, tất cả các trưởng lão có địa vị cao hơn Đại Thiên đều đã viên tịch, vì vậy Đại Thiên được xem là lãnh đạo cao nhất của Tăng đoàn lúc bấy giờ. Tuy nhiên, những kiến giải về Năm việc của Đại Thiên tuy được các tăng nhân trẻ chấp nhận nhưng gặp sự phản đối kịch liệt của các trưởng lão. Dù vậy, do số tăng nhân ủng hộ Năm việc chiếm đa số, nên nhà vua đã khiển trách các tăng sĩ thiểu số. Để bảo vệ quan điểm của mình, các tăng sĩ thiểu số, mà hầu hết có địa vị trưởng lão, đã di chuyển đến Kashmira hình thành cộng đồng tăng-già riêng, tự xưng là "Nhóm của những bậc trưởng lão" (Sthaviravāda). Phe đa số còn lại, từ đó có danh xưng là "Nhóm của đại chúng" (Mahāsāṅghika).
Tuy vậy. ở một số tài liệu khác cũng có những ghi chép tương tự về Năm việc, như trong "Luận sự" của Xích đồng diệp bộ của hệ Phật giáo Nam truyền, nhưng không đề cập đến nhân vật Đại Thiên. Đại sư Phật Âm nhận xét rằng các chi tiết "do sở dụ" và "đạo nhân thinh cố khởi" là những tà chấp từ Đông Sơn trú bộ (Pubbaseliyā) và Tây Sơn trú bộ (Aparaseliyā), còn "vô tri", "do dự" và "tha linh nhập" là những tà chấp của Đông Sơn trú bộ. Các luận điểm về Năm việc, cùng với những tranh luận về “bất tịnh thung ngoại nhân dụ hoặc xuất” và “bất tịnh thung nội nhân phiền não xuất”, được ghi chép lại trong bộ luận Tỳ-ni-mẫu kinh của Tôn giả Saputra của Nhất thiết hữu bộ trong Luật tạng. "Dư sở dụ" là một ví dụ cụ thể sự khác biệt cơ bản về tông nghĩa "A-la-hán vô thoái nghĩa" của Đại chúng bộ cùng Phân biệt thuyết bộ; và "A-la-hán hữu thoái nghĩa" của Nhất thiết hữu bộ. Tất cả đều không đề cập đến nhân vật Đại Thiên!
Trong một khảo cứu năm 2007, Thượng tọa Thích Giác Dũng đã dẫn chứng các tài liệu chủ yếu như sau:
| Tài liệu                                              | Bản dịch tham chiếu                                                                                  | Tóm tắt                                                     | Kết luận |
| ----------------------------------------------------- | --- | ----------------------------------------------------------- | --- |
| Luận sự (pi. Kathàvatthu)                             | Bản dịch tiếng Việt "Bộ Ngữ tông" của Tâm An-Minh Tuệ                                                | Năm việc dẫn đến sự phân phái trong nội bộ của Đại chúng bộ | Không có ai cụ thể là tác giả của Năm việc. |
| Dị bộ tông luân luận (sa. Samaya bhedoparacanacakra)  | Bản dịch Tạng ngữ "Gshung lugs kyi bye brag bkod pa'i 'khor lo" của Dharmàkara và Bzang Skyong       | Năm việc dẫn đến sự phân phái trong nội bộ của Đại chúng bộ | Không có ai cụ thể là tác giả của Năm việc. Nhân vật Đại Thiên chỉ xuất hiện khoảng hai trăm năm sau khi Đức Phật nhập diệt.                                  |
| Dị bộ tông luân luận (sa. Samaya bhedoparacanacakra)  | Bản dịch chữ Hán "Thập bát bộ luận", dịch giả chưa rõ                                                | Năm việc dẫn đến sự phân chia Đại chúng bộ và Trưởng lão bộ | Người đề xuất Năm việc không phải là Đại Thiên. Nhân vật Đại Thiên chỉ xuất hiện khoảng hai trăm năm sau khi Đức Phật nhập diệt.                              |
| Dị bộ tông luân luận (sa. Samaya bhedoparacanacakra)  | Bản dịch chữ Hán "Bộ chấp dị luận", dịch giả Chân Đế (Paramārtha)                                    | Năm việc dẫn đến sự phân chia Đại chúng bộ và Trưởng lão bộ | Năm việc do ngoại đạo đề xuất. Nhân vật Đại Thiên chỉ xuất hiện khoảng hai trăm năm sau khi Đức Phật nhập diệt.                                               |
| Dị bộ tông luân luận (sa. Samaya bhedoparacanacakra)  | Bản dịch chữ Hán "Dị bộ tông luân luận", dịch giả Huyền Trang                                        | Năm việc dẫn đến sự phân chia Đại chúng bộ và Trưởng lão bộ | Năm việc do Đại Thiên đề xuất. Có 2 nhân vật Đại Thiên: Đại Thiên đề xuất Năm việc và Đại Thiên chỉ xuất hiện khoảng hai trăm năm sau khi Đức Phật nhập diệt. |
| Phát trí luận (sa. Jñānaprasthāna)                    | Bản dịch chữ Hán "A-tì-đàm Bát-kiền-độ luận", dịch giả Tăng-già-đề-bà (Saṃghadeva) và Trúc Phật Niệm | Năm việc là những ác kiến và được đoạn trừ bằng Tứ đế.      | Không đề cập đến Đại Thiên |
| Phát trí luận (sa. Jñānaprasthāna)                    | Bản dịch chữ Hán "A-tì-đạt-ma Phát trí luận", dịch giả Huyền Trang                                   | Năm việc là những ác kiến và được đoạn trừ bằng Tứ đế.      | Không đề cập đến Đại Thiên |
| Đại Tì-bà-sa luận (sa. Abhidharma-mahavibhasa-sastra) | Bản dịch chữ Hán "Tì-bà-sa luận", dịch giả Tăng-già-bạt-trừng (Saṃghabhuti)                          | Không đề cập đến Năm việc                                   | Không đề cập đến Đại Thiên |
| Đại Tì-bà-sa luận (sa. Abhidharma-mahavibhasa-sastra) | Bản dịch chữ Hán "A-tì-đàm Tì-bà-sa luận", dịch giả Phù-đà-bạt-ma (Buddhavarman) và Đạo Thái         | Không đề cập đến Năm việc                                   | Không đề cập đến Đại Thiên |
| Đại Tì-bà-sa luận (sa. Abhidharma-mahavibhasa-sastra) | Bản dịch chữ Hán "A-tì-đạt-ma Đại Tì-bà-sa luận", dịch giả Huyền Trang                               | Năm việc là những ác kiến.                                  | Người đề xuất Năm việc là Đại Thiên. |

Sư kết luận "không có nhân vật Đại Thiên sinh sau đức Phật nhập diệt một trăm năm" và "Chỉ có một nhân vật Đại Thiên ra đời sau đức Phật nhập diệt hai trăm năm và là người làm phát sinh các bộ phái ngọn trong Đại chúng bộ". Điều này phù hợp với nhận định của một số học giả hiện đại, vốn cho rằng sự liên kết của Đại Thiên (Mahādeva) với cuộc phân pháo đầu tiên là một sự suy diễn về sau của các bộ phái. Jan Nattier và Charles Prebish viết:
Mahādeva không liên quan gì đến sự chia rẽ ban đầu giữa Đại chúng bộ và Trưởng lão bộ, nổi lên trong một giai đoạn lịch sử muộn hơn đáng kể so với giả định trước đây, và thay thế vào đó là vai trò của mình trong cuộc chia rẽ nội bộ của Đại chúng bộ, vốn đã tồn tại rồi.

## Nghiên cứu học thuật
Theo một số nghiên cứu, Năm việc của Đại Thiên nhằm cho rằng công đức của bậc A-la-hán là không viên mãn, thiên hướng gần với giáo lý của Đại thừa về sau. Trong Năm việc, thị các yếu tố "vy dư sở dụ", "do hữu vô tri", "diệc hữu do dự"  đều là những khuynh hướng tập khí, tác động vào tâm thức duy nhất của Đại thừa, là “hạt giống” của sự học và học thuyết "bất nhiễm ô vô tri".